# Jezikovna performativnost
Jezikovna performativnost
Performativnost je zmožnost jezikovnega znaka (izjave, povedi, glagola itd.), da tvori dejanje, ki ga zaznamuje. Z izrekom performativa opravimo dejanje, na katerega se jezikovni znak nanaša. Na primer, ko rečemo “krstim te za…” dejansko tudi krstimo.
Utemeljitelj pojma in teorije performativnosti je angleški filozof in jezikoslovec John Langshaw “J. L.” Austin (26. marec 1911 - 8. februar 1960).
```
== 
J. L. Austin: How to do things with words-Kako napravimo kaj z besedami
 ==
```

J.L. Austin je svojo teorijo performativov prvič predstavil leta 1955 v okviru Predavanj “William James” na harvardski univerzi. Podobno vsebino je že med letoma 1952 in 1955 predaval v Oxfordu in sicer v sklopu predavanj “Besede in dejanja” (“Words and Deeds”). Ta predavanja so bila po njegovi smrti objavljena pod naslovom “How to Do Things with Words”. Delo je bilo v slovenščino prevedeno leta 1990 pod naslovom “Kako napravimo kaj z besedami” in velja za temeljno delo jezikovne performativnosti. Deli se na 12 predavanj.

### Konstativi in performativi
Austin nasprotuje tradicionalnemu deskriptivnemu pristopu, ki pravi, da vsaka trditev zgolj “opiše stanje stvari” ali “ugotovi dejstvo”, to pa lahko napravi bodisi resnično bodisi neresnično. Tovrstne trditve imenuje konstativi. Nato poda primere izrekov, ki niso le konstativi (niso niti resnični niti neresnični) in za katere je značilno, da ob izogovoru opravimo neko delo, ki ga normalno ne bi opisali kot “nekaj rêči”. Te izreke imenuje performativi. Teh ni mogoče realizirati po kriterijih resnično-neresnično, temveč po kriterijih posrečeno-neposrečeno.
Primeri:
1. »Vzamem« - kakor se izreče med poročnim obredom.
2. »To ladjo imenujem Kraljica Elizabeta« - kakor se izreče, ko razbijete steklenico ob kljunu.
3.»Svojo uro dajem in volim svojemu bratu« - kakor piše v oporokah.
4. »Stavim pet kovačev, da bo jutri deževalo.« 

### Pogoji za posrečen performativ
Delo, ki ga lahko opravimo s performativom, je mogoče opraviti tudi na druge načine. V vsakem primeru pa so potrebne ustrezne okoliščine. V primeru, ko gre kaj narobe in torej dejanje – poroka, stava – vsaj deloma spodleti, je performativ “ponesrečen”.
Austinova shema nekaterih pogojev, nujnih za “posrečeno” funkcioniranje performativov:
(A. 1) Obstajati mora priznan konvencionalni postopek z določenim konvencionalnim učinkom, sam postopek pa vključuje, da v določenih okoliščinah določene osebe izrečejo določene besede, in naprej,
(A. 2) za sprožitev postopka, ki naj bi bil sprožen, morajo biti osebe in okoliščine v danem primeru ustrezne.
(B.1)  Vsi udeleženci morajo izpeljati posopek pravilno in
(B. 2) v celoti.
(Γ. 1) Kadar je, kar je pogosto, postopek namenjen v rabo osebam, ki imajo določene misli ali občutke, ali kadar posveti določeno posledično ravnanje kateregakoli udeleženca, takrat mora oseba, ki se udeleži postopka in ga tako sproži, zares imeti te misli ali občutke, udeleženci pa morajo nameravati, da bodo tako ravnali, in nadalje,
(Γ. 2) pozneje morajo res tako ravnati.
Če kateri (ali več) izmed pogojev ni izpolnjen, bo performativni izrek ponesrečen. Če prekršimo katero izmed prvih pravil (A ali B), tj. Če nepravilno izogovorimo formula ali nimamo pravice storiti dejanja, dejanje ni “doseženo”. Tovrstni izreki se imeujejo “zastrelki”, za dejanja pa lahko rečemo, da so nična ali neučinkovita.  Nasprotno je dejanje kljub kršitvi pogojev Γ vseeno doseženo, zaradi neiskrenosti udeležencev pa gre za zlorabo postopka.Ti izreki se imenujejo “zlorabe”, dejanja pa so prazna ali nespolnjena.

### Eksplicitni in primarni (implicitni) performativi
Zgoraj navedeni primeri performativov so eksplicitni, saj uporabljene besede hkrati tudi so  dejanja sama, npr. “stavim”, “obljubim”.

Primer:
1) primarni izrek: “Pridem”
2) eksplicitni performativ: “Obljubim, da pridem”

V primeru primarnih izrekov ima oseba možnost interpretacije izreka kot performativa ali kot konstativa. V izogib napačni interpretaciji lahko performativnost napravimo razvidno, v danem primeru tako, da vstavimo “obljubim, da”. To ni opis izvedbe ali trditev, da nekaj obljubljamo, temveč naredi, da je to obljuba in da je to nedvoumno.
Verjetno je, da se je zgodovinsko gledano eksplicitni performativ razvil pozneje kakor nekateri primarnejši izreki, ki so marsikdaj že vsaj implicitni performativi. Na primer, že izrek “bik” ali “grom” laho zaznamuje svarilo ali napoved. Eksplicitno razlikovanje med različnimi silami (kako je izrek treba razumeti), ki jih ima lahko določen izrek, je mlajši jezikovni dosežek, ki je posledica težnje razvitejših družb po jasnosti in natančnosti. Eksplicitni performativ je učinkovitejši način za izraz performativnosti, ki pa se že od nekdaj izraža tudi s pomočjo velelnega naklona (“Zaprite!” ima lahko isti učinek kot “Ukazujem vam, da zaprete.”), tona glasu, s prislovi in prislovnimi frazami, veznimi členki (“torej” v smislu “sklepam, da”), gestikulacijo, neverbalnimi dejanji in okoliščinami izreka. Težava pri teh tvorbah je v tem, da je njihov pomen meglen in pravi sprejem nezanesljiv, saj je odvisen od prejemnikove interpretacije. Težavo lahko odpravimo z uporabo eksplicitnega performativa.
A v nekaterih primerih je negotovo, ali gre za eksplicitni performativ ali za konstativ. Na primer, “odobravam” ima lahko performativno silo dajanja soglasja, lahko pa ima deskriptiven pomen “tako mi je prav”.
| Eksplicitni performativni izreki | Nečisti (na pol opisni) izreki | Deskriptivni izreki |

|-
| Zahvaljujem se ||Hvaležen sem|| Čutim hvaležnost
|-
| Opravičujem se || Obžalujem|| Kesam se
|-
| Grajam, obsojam|| Zamerim || Pretresen/zgrožen sem zaradi
|-
|Odobravam || Soglašam z || Zdi se mi prav
|-
| Voščim vam dobrodošlico || Dobrodošli || Dobrodošli ste
|-
|Čestitam || Veseli me || Vesel sem
|}

### Lokucija, ilokucijska sila, perlokucijski učinek – lokucijsko, ilokucijsko in perlokucijsko dejanje
Austinova neuspešna prizadevanja, da bi našel način definicije performativnosti, ki bi performativne izjave natančno razlikoval od konstativnih, ga pripeljejo do spoznanja, da so vse izjave performativne – tudi tiste, ki so navidezno konstativne. Izkaže se, da konstativ in performativ nista dve različni govorni dejanji, ampak dve različni razsežnosti vsakega govornega dejanja, tj. lokucijske in ilokucijske razsežnosti).
Vsaka izjava ima pravzaprav tri razsežnosti:
```
   Lokucija ali dejanje izrekanja (locutionary act) so dejansko izgovorjeni glasovi in besede, ki pripadajo neki slovnici in besedišču in katerim pripisujemo določen pomen v tradicionalnem pomenu besede, tj. izrekanje stavka s smislom in referenco, po konvenciji.
```

Rekel mi je:» Tega ne smete storiti. «
Rekel mi je:» Ustreli jo. «
Rekel sem mu:» Ustrelil te bom. «
```
   Ilokucija ali dejanje vplivanja (illocutionary act) je govorčev namen ob izjavi, ki povzroči določene posledice in ima konvencionalno silo. Ilokucijsko dejanje je dejanska izvedba nekega dejanja. 
```

»Silil me je (svetoval mi je, ukazal mi je), naj jo ustrelim.«
»Nasprotoval je temu, da bi jaz to storil.«
»Ko sem rekel, da ga bom ustrelil, sem mu grozil (sem ga posvaril).«
```
   Perlokucija ali dejanje učinkovanja (perlocutionary act) je dejanski učinek, ki ga ima govorec na sogovorca ali nase.  Perlokucijska dejanja niso konvencionalna dejanja. Uporabljamo glagole, ki dosegajo ta učinek: prepričati, pregovoriti, presenetiti, zapeljati itd. 
```

»Zadržal me je, zaustavil. «
»S tem da sem rekel, da ga bom ustrelil, sem ga prestrašil. «
Ilokucijska in perlokucijska dejanja lahko izvedemo tudi neverbalno, z gestami, mimiko.
Tudi konstativi so ilokucijska dejanja, a svojo ilokucijsko naravo zanemarjajo. Razlika: afirmacije so ilokuciiska dejanja brez cilja. V primeru konstativa oz. lokucijskega dejanja Bik vas bo napadel ne moremo vedeti kakšna je njegova ilokucijska sila oz. moč, kajti ne vemo ali gre za opozorilo, grožnjo…
Performativi na drugi strani se omejujejo le na ilokucijo. Tako nam delitev na konstative in na performative omogočajo ekstremni primeri, sicer pa je bolje govoriti o lokucijskih in ilokucijskih dejanjih.

### Ilokucijske sile izreka
V slovenskem prevodu Bogdana Lešnika je uporabljen izraz sila, kljub temu pa lahko drugje zasledimo tudi izraz moč, kar je pravzaprav dobesedni prevod besede force, ki ga uporabi Austin v svojem delu za poimenovanje petih razredov ilokucijskih sil, s katerimi poizkuša nadomestiti seznam eksplicitnih performativnih glagolov. Ta novi seznam razvršča glagole, ki izražajo določeno ilokucijsko silo oz. ki označujejo, katero ilokucijsko dejanje izvajamo, ko ustvarjamo določen izrek.

Verdiktive uporabljamo pri vrednotenjih ali cenitvah značaja oz. pri izrekanju presoje: obsoditi, zavzeti stališče, določiti, prisoditi, oceniti, opredeliti, razlagati, vrednotiti.
Eksercitiv je izrekanje odločitve v prid delovanja na določen način ali proti njemu ali pa je posredovanje zanj: odsloviti, ukazati, kaznovati, vpoklicati, izbrati, voliti, razglasiti, odrediti, zapovedati, terjati, svetovati, razveljaviti, zavrniti, preklicati.
Komisiv govorcu nalaga delovati na določen način: obljubiti, predlagati, nameniti se, jamčiti, priseči, posvetiti se, zaobljubiti se, zagotavljati, zavezati se, nameravati, načrtovati, bom, zastaviti si, izreči se, dati besedo, zakleti se, staviti, zavzeti se.
Behabitiv vključuje pojem reakcije na vedenje oz. drže do preteklega ali pričakovanega ravnanja nekoga drugega. Povezani so z izražanjem občutkov, opisovanjem: opravičiti se za opravičila, hvala za zahvale, obžalovati, laskati, sožalje, čestitati, voščiti, sočustvovati za sočustvovanje, zaničevati, vseeno mi je, izkazati spoštovanje, hvaliti, obsojati, odobravati, zavzeti se za drže, dobrodošli, poslavljam se za pozdrave, srečno, prekleti, nazdraviti, želeti za želje, upati si, kljubovati, nasprotovati, izzvati za izzive.
Ekspozitivi se uporabljajo pri dejanjih kot so razvijanje pogledov in izpeljava argumentov: trditi, pritrditi, zanikati, poudariti, ilustrirati, odgovoriti, dvomiti, vprašati, zanikati, domnevati.

## Poznejše teorije govornega dejanja
Ameriški filozof John Rogers Searle (rojen 31. julij 1932; Speech Acts-1969),je Austinovo teorijo govornega dejanja iz filozofije vpeljal v jezikoslovje, hkrati pa predstavil svojo rekonstrukcijo Austinove teorije, v kateri ilokucijske sile razvrsti na pet razredov glede na sledeče temeljne kriterije (Universal speech acts):
```
   Ilokucijski cilj oz. interpretacija dejanja s strani naslovnika, je glavni pogoj.
```

```
   Smer prilagoditve ali besed svetu ali sveta besedam, torej kako besede usmerjajo svet, je predpogoj, ki vključuje tudi status govorca.
```

```
   Izraženo psihološko stanje govorca je pogoj iskrenosti.
```

```
   Vsebina stavka oz. izreka v katerem se povezava nanaša na preteklost ali sedanjost, napoved pa na prihodnost. 
```

Po teh kriterijih razdeli Searle ilokucijske sile na:
Reprezentative, ki govorca obvezujejo k resničnosti izreka (obveščati, pritrjevati, opažati); direktive, ki so poskus govorca, da od sogovorca dobi nek odziv oz. da naslovnik stori tisto kar želi govorec (svetovati, vprašati); komisive, ki govorca obvezujejo k uresničitvi dejanja (obljubiti, priseči); ekspresive, ki izražajo duševno stanje govorca (zahvaliti se, čestitati); deklarative, ki spreminjajo neko splošno stanje, hkrati pa ga opisujejo (razglasiti vojno, odpreti sejo).

## Teorije performativnosti na Slovenskem
Razvoj teorije performativnosti na Slovenskem, delo patra Stanislava Škrabca in polemike, ki so na to temo potekale konec 19. stoletja, v svojih delih temeljito obravnava slovenski raziskovalec retorike in argumentacije, Igor Ž. Žagar.
Na Slovenskem so se osnove teorije performativnosti izoblikovale že konec 19. stoletja. Leta 1892 je pater Stanislav Škrabec na naslovnici verskega časopisa, ki ga je urejal, Cvetje z vrtov sv. Frančiška, pričel polemiko o uporabi dovršnega in nedovršnega glagolskega vida v slovenščini. Osrednje vprašanje dolgoletne polemike je bilo, če lahko uporabljamo dovršni sedanjik namesto dovršnega prihodnjika (npr. obljubim namesto bom obljubil), kar se je pojavljalo v narečjih nekaterih slovenskih regij.
Škrabec je sprva zavzel stališče, da dovršni glagolski vid izraža zgolj doseženost dejanja, ne glede na glagolski čas. Dovršni sedanjik tako rabimo za izražanje dovršnega, časovno nedoločenega dejanja, skratka kot historični prezent ali gnomični aorist. Prav tako sedanjik nedovršnega glagola pomeni le vršenje ali trajanje dejanja, ki se lahko izvaja v trenutku prave sedanjosti, ni pa nujno. Nedovršnika po Škrabcu za opravljanje dejanj v slovenščini ne moremo rabiti, saj premočno čutimo nezaključenost dejanja.
Citat: »Kedor zmirom le odvezuje, Bog ve, ali bo kedaj kaj odvezal.« (Cvetje …, XVI. tečaj, 8.zvezek, v Gorici 1897)
Po petletni polemiki z literarnim zgodovinarjem in jezikoslovcem Lukom Pintarjem in pedagogom, urednikom in jezikoslovcem Viktorjem Bežkom, je Škrabec nekoliko preoblikoval svoja stališča: »če naj se tudi v slovenščini dejanje izvrši z izreko besede, ki to dejanje pomeni, potem je v takšnih primerih edina upravičena oblika sedanjik dovršnega glagola.« (Cvetje …, XVI.tečaj, 9.zvezek, v Gorici 1898) Uporaba tovrstnih glagolov je za Škrabca pomenila dvig slovenščine na raven kulturnih jezikov.
Trdnejšo teoretsko podlago so Škrabčeve definicije pridobile v začetku 20. stoletja,
v polemiki s profesorjem Rajkom Peruškom. Perušek je trdil, da se v trenutku izjave nič ne zgodi, temveč se le dogaja in da če nekomu nekaj dajemo, dajanja ne moremo pospremiti z dam ti, temveč moramo reči dajem ti. Škrabec mu je na primeru vljudnostnih obrazcev (npr. klanjam se, poklonim se) skušal pokazati, da so njihov pojav omogočili šele abstraktni glagoli kot so performativi. Te vljudnostne izjave namreč nadomestijo dejanje, ki ga imenujejo.
Nato je odgovoril, da lahko dajem ti rečemo le v primeru ponavljajočega  dejanja ali trajajočega dejanja (dajem ti - že več časa). Izvršitev dejanja pa traja ravno toliko, kot traja izgovor besede – in tudi izgovor najkrajših besed ima začetek, konec in potemtakem tudi neko trajanje. Zatem poudari, da grehov ne moremo odvezati z »odvezujem te«, saj je izvršitev dejanja odvisna od »intencije za to pooblaščenega spovednika« (Cvetje …,XXVIII. tečaj, 5.zvezek, v Gorici 1911) in ne od oblike glagola. Nedovršna oblika glagola tu izraža le trajanje, ne pa dovršitve dejanja.
Škrabec s tem primerom poda dva pogoja za posrečen performativ – z Austinove sheme (poglavje 1.2) pogoj (Γ. 1) s tem, ko poudari pomen intencije in pogoj (A. 2), ko pravi, da lahko omenjeno dejanje opravi le za to pooblaščen spovednik. Poleg tega je že prej podal definicijo, da z izrekom glagola govorec izvrši dejanje, ki ga glagol imenuje, malce pozneje pa je dodal še, da mora biti posrečen performativ izrečen v 1. osebi ednine v sedanjiku. Tako je Škrabec izpostavil vse ključne pogoje performativnosti skoraj pol stoletja pred uradnim utemeljiteljem teorije performativnosti, J.L. Austinom.

## Oris performativnosti pri Aristotelu
Akcija spada pod peto retorično veščino, ki jo omenja Aristotel v svoji Retoriki (Ars Rhetorika). Vsak govorec naj bi obvladal te veščine, z namenom da prepriča sogovorca. Aristotel je izpostavil tudi vpliv etosa-ugled govornika, kot sredstvo prepričevanja v svoji teoriji o retoriki, kar se lahko primerja z Austinovim pogojem za posrečen performativ (A. 1), in sicer da mora obstajati priznan konvencionalni postopek z določenim konvencionalnim učinkom, sam postopek pa vključuje, da v določenih okoliščinah določene osebe izrečejo določene besede.
Védenje, da lahko z besedami neposredno ali posredno izvršimo neko dejanje, je torej vzklilo že v času stare Grčije.